# Медаль Н. К. Крупской
Медаль Н. К. Крупской — ведомственная медаль Министерства просвещения СССР, учреждённая Постановлением Совета Министров СССР от 21 июля 1967 года.

## Правила награждения
Постановлением Совета Министров СССР от 21 июля 1967 г. учреждается медаль Н. К. Крупской, которая вручалась «учителям, воспитателям, работникам органов народного образования и деятелям педагогических наук, особо отличившимся в обучении и воспитании подрастающего поколения». Награждение медалью производилось министром просвещения СССР.

## Описание медали
Медаль Н. К. Крупской имела форму правильного круга диаметром 27 мм, изготовлена из серебра. Изображение и надписи на медали выпуклые. На лицевой стороне медали — погрудное изображение Крупской. В верхней части оборотной стороны — серп и молот. По центру — надпись в 5 строк: «ЗА ЗАСЛУГИ/ В ОБУЧЕНИИ И / КОММУНИСТИЧЕСКОМ / ВОСПИТАНИИ / СССР». Аббревиатура «СССР» отделена от общего текста чертой, под аббревиатурой — точка. Оборотная сторона обрамлена бортиком. Медаль при помощи ушка и кольца соединена с четырёхугольной колодкой размером 25×16 мм, имеющей по бокам выемку. Вдоль основания колодки — прорези. Внутренняя часть колодки покрыта красной шёлковой муаровой лентой шириной 20 мм. По бокам ленты — две продольные жёлтые полоски шириной по 1 мм. Боковые края ленты окаймлены красной полоской шириной 1,5 мм. На оборотной стороне колодки — булавка для крепления знака к одежде. Масса медали с колодкой составляет 20 грамм. Медаль носили на правой стороне груди. 